# Parti populaire (Ukraine)
Pour les articles homonymes, voir Parti populaire.
 (novembre 2017).
Si vous disposez d'ouvrages ou d'articles de référence ou si vous connaissez des sites web de qualité traitant du thème abordé ici, merci de compléter l'article en donnant les références utiles à sa vérifiabilité et en les liant à la section « Notes et références ».
Le Parti populaire (en ukrainien, Народна Партія ; Narodna Partiya) est un parti politique ukrainien. Connu précédemment comme  Parti agraire national d'Ukraine (en ukrainien : Народної аграрної партії України - NAPU ou Narodnoï ahrarnoï partiï Ukraïny), il est dirigé par Volodymyr Lytvyn,. Il soutenait l'ancien président Leonid Koutchma.

## Histoire
Lors des élections du 30 mars 2002, le parti faisait partie de l'alliance Pour l'Ukraine unie !. Il dispose de 46 députés à la Rada en août 2005 où le groupe parlementaire est présidé par Ihor Ieremeïev.
Lors des élections du 26 mars 2006, le parti faisait partie du Bloc populaire de Lytvyn qui remporta 2,44 % et donc aucun député. Lors des élections du 30 septembre 2007, dans l'alliance du Bloc Lytvyn, il remporte 20 des 450 députés.
De 1997 à 1999, Kateryna Vachtchouk en fut la présedidente.